# Byorn Sandvliet
Byorn Sandvliet is een Surinaams voetballer. Hij speelde voor SV Transvaal en SV Robinhood en in het Surinaamse voetbalelftal.

## Carrière
Byorn Sandvliet voetballde in de jaren tot medio 2022 voor SV Transvaal en sindsdien als middenvelder voor SV Robinhood.
Begin 2022 selecteerde bondscoach Stanley Menzo hem voor het Surinaamse voetbalelftal. Hij viel in februari in tegen Guyana en in mei tegen Frans-Guyana. In november 2022 speelde hij de gehele wedstrijd in de return tegen Frans-Guyana en tegen Bonaire.